# Compactador
Para ferramentas de informática destinadas a compactar dados, consulte: Compressão de dados.

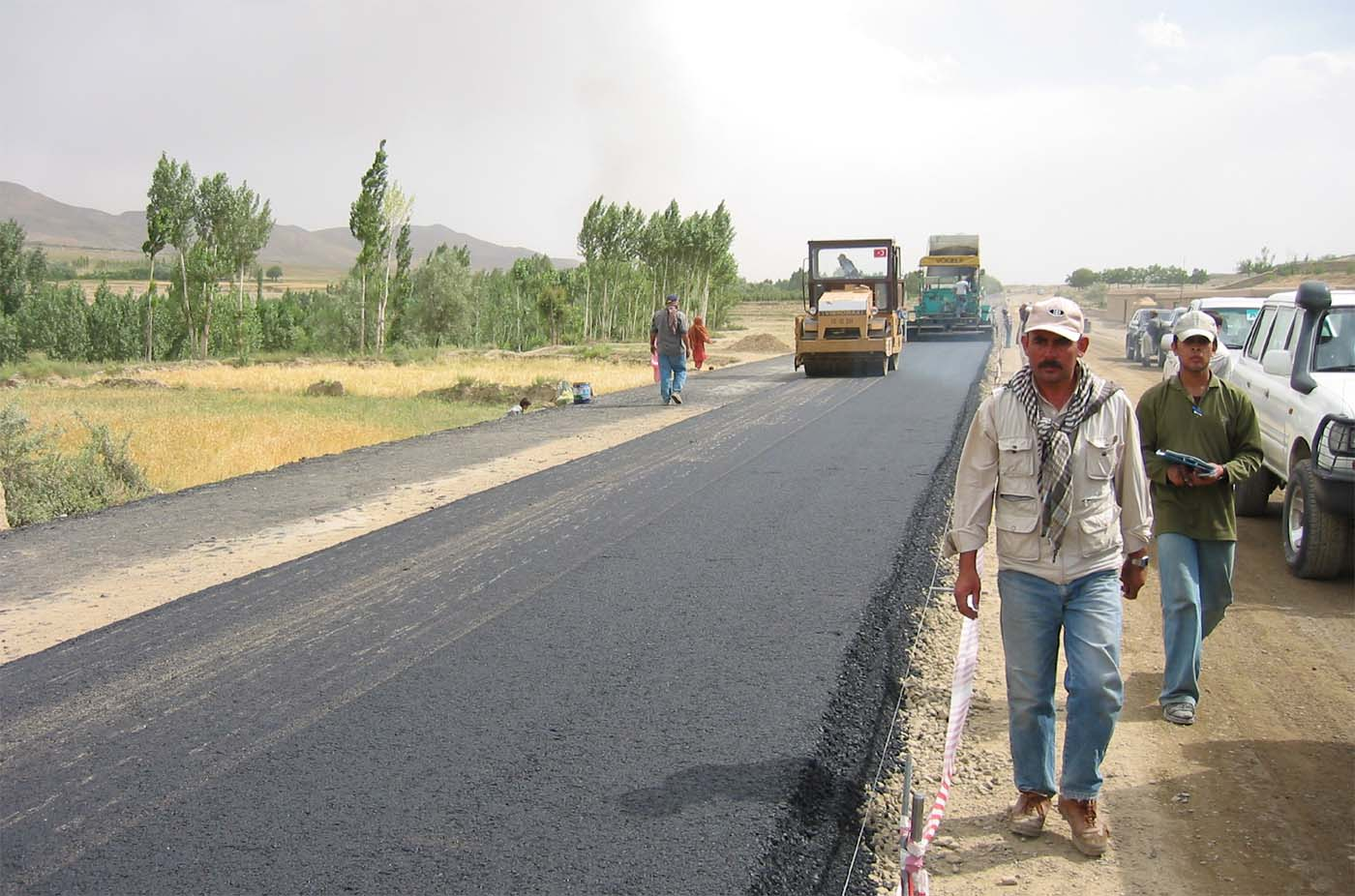
Rolo Compactador

Compactador é um dos diversos tipos de máquinas rodoviárias ou equipamento utilizada para compactar, comprimir ou diminuir as dimensões de alguma coisa.
Existem máquinas compactadoras de solo , de resíduos, etc.

## Compactadores de solo
Compactadores de solos são equipamentos utilizados para adensar terra, areia e outros tipos de terreno, visando um melhor substrato para a construção de uma obra, como um edifício, uma rodovia ou uma represa .
Podem ser de rolos vibratórios, lisos, com pé de carneiro ou pneumáticos, de placa, de percussão (sapo ou pula-pula), tracionados ou auto-propelidos, motorizados a eletricidade ou combustão interna.
Para cada tipo de solo, terreno ou aplicação há um modelo especifico, sendo que deve-se observar as características e formas de utilizar cada um.

## Rolos compactadores
São máquinas autropropelidas ou rebocáveis por um trator, podem ser de pequeno, médio e grande porte e compactam todos os tipos de solos, asfaltos e outros. Existem diversos tipos de rolos cada qual para uma finalidade (construção de estradas, aeroportos, barragens, portos, construções industriais, aterros sanitários, etc...), sendo eles:
Rolos de cilindro vibratórios pesados são utilizados em uma larga variedade de aplicações. A espessura e a qualidade da chapa de aço do cilindro são perfeitamente ajustadas para a compactação. Há possibilidade de se equipar um cilindro pé-de-carneiro para compactação de solos coesivos.
Rolos tandem vibratórios são utilizados para compactar solos e asfalto em pequenos trabalhos como serviços de reparo e ruas.
Rolos Combinados incluem em sua parte traseira um conjunto de pneus lisos no lugar do cilindro e reduzem o risco de danos no asfalto, principalmente em curvas acentuadas e a combinação de cilindro e pneus assegura acabamento uniforme e ótimo selamento da superfície.
Compactadores de Pneus são os rolos estáticos pneumáticos e têm grande utilização em áreas onde o terreno não pode ser vibrado, como aquelas próximas a edifícios e pontes.
Compactadores de Valeta são usados na compactação de solos coesivos e granulares, aterros sanitários, em obras de enchimento, fundações, áreas de estacionamento e outros.

### Processo de compactação de solo
Em uma obra, deve-se observar o processo de compactação do solo, evitando-se a solapação, depressões, rupturas, danos estruturais entre outros danos que podem ser causados. 
A umidade tem influência direta na compactação dos solos, de maneira que sempre deve se procurar efetuar a compactação quando o material encontra-se no seu teor ótimo de umidade visto que a este corresponde o grau máximo de compactação.

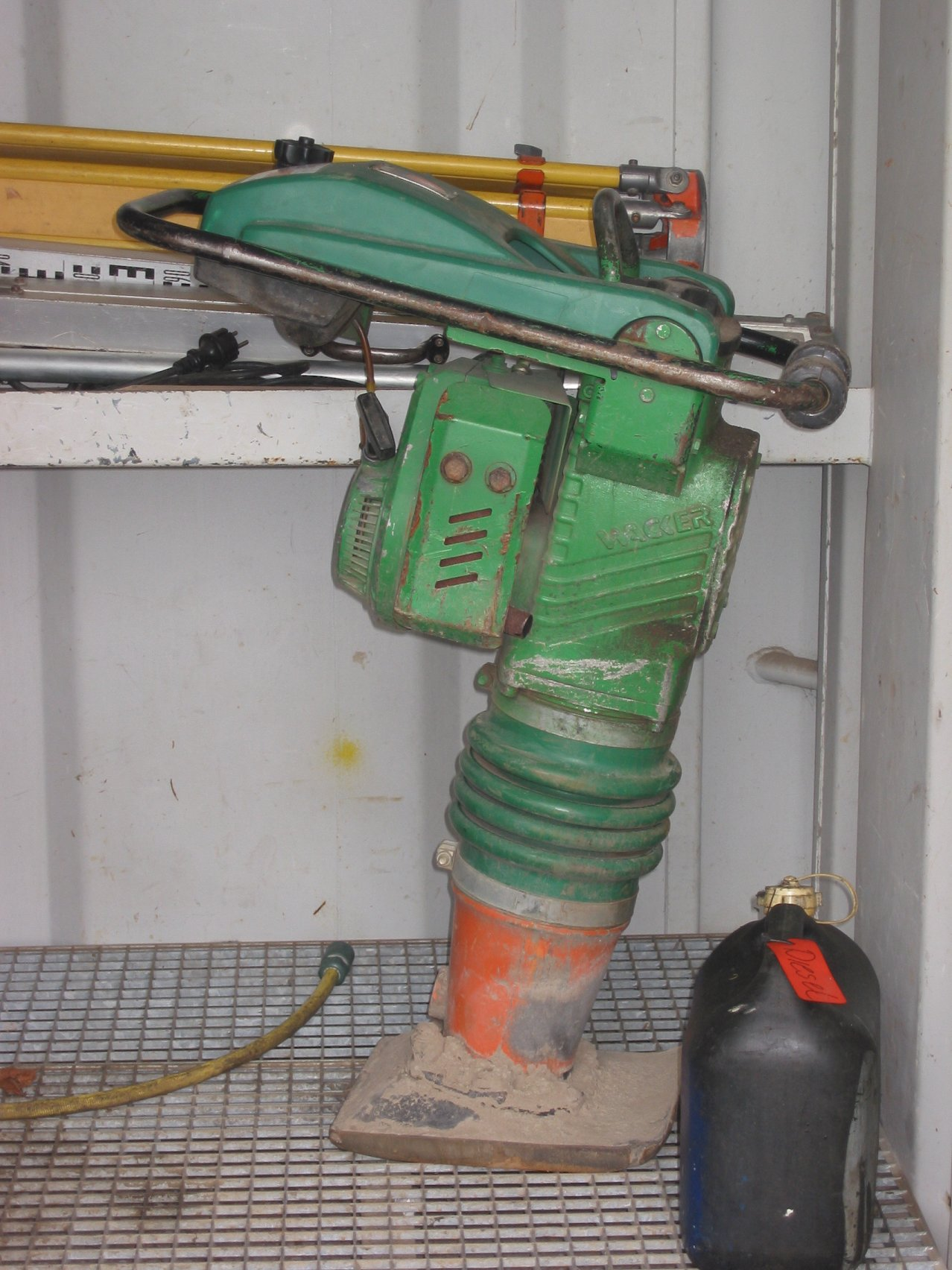
Compactador leve, conhecido como sapo

A ação dos equipamentos de compactação é superficial, variando conforme suas características, sendo que na maior parte destes a ação é de aproximadamente 20 a 30 cm de profundidade. A não observância desta capacidade, implica que nas profundidades superiores o equipamento não exerce nenhuma ação, portanto o material a ser compactado deve ser distribuído em camadas que não excedam a capacidade do equipamento.
Outra forma de compactar um terreno é com o lançamento de material acima da cota necessária, e deixando-se pela ação do peso excedente, do tempo, e da chuva, que seja feita a compactação, e após isto seja retirado o material excedente.
De maneira geral, a compactação dos solos por meios mecânicos, compactadores, segue o seguinte roteiro:
1. transporte do material da jazida;
2. correção e homogeneização da umidade do solo com o uso de caminhões pipa, tratores agrícolas com grades de arrasto e/ou motoniveladoras;
3. nivelamento do material por meio de motoniveladoras;
4. pré-compactação do material;
5. nivelamento final da camada;
6. compactação do material até atingir-se o grau de compactação desejado.

Após isto o processo é reiniciado até que se atinja a cota desejada.

## Compactadores de resíduos

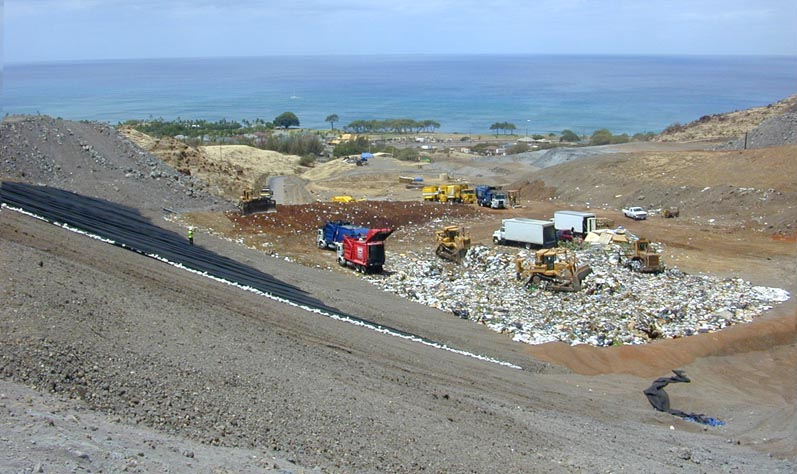
Aterro sanitário

O transporte para o destino final dos resíduos das modernas cidades é melhor executado se os resíduos tiverem seu volume reduzido. Para isso são empregados equipamentos compactadores, desde pequenos compactadores eletro-hidráulicos, passando pelos caminhões coletores e até os compactadores utilizados nos aterros sanitários.